# フィリッポ1世 (ターラント公)
フィリッポ1世（Filippo I, 1278年11月10日 - 1332年12月23日）は、アンジュー＝シチリア家出身のターラント公（在位：1294年 - 1332年）、アルバニア王（在位：1294年 - 1332年）、アカイア公（在位：1307年 - 1313年）および名目上のラテン皇帝（フィリップ2世、在位：1313年 - 1332年）。
ナポリ王カルロ2世とハンガリー王イシュトヴァーン5世の娘マリアとの間の子として、ナポリで生まれた。

## 最初の結婚

ターラント公フィリッポ1世が最初に用いた紋章

1294年2月4日、父カルロ2世はエクス＝アン＝プロヴァンスでフィリッポをターラント公とし、同年7月12日にはシチリア総督に任じた。これらの地位はカルロがアドリア海東方の帝国をフィリッポに与えるための準備であった。シチリア総督であった間にエピロス専制公ニケフォロス1世の娘タマル・アンゲリナ・コムネナとの代理結婚を行った。ビザンツ帝国の脅威にさらされ、ニケフォロスはアンジュー＝シチリア家の援助を求めていたため、タマルとフィリッポとの結婚を承諾したのである。二人は1294年8月13日にラクイラで正式に結婚した。この結婚時に、カルロはアカイアおよびアルバニア王国の宗主権とラテン皇帝の全ての権利をフィリッポに譲渡した。ニケフォロスは娘の持参金として、アイトーリアにあるボニッツァ、Vrachova、ジロカストラおよびナフパクトスの要塞をフィリッポに与え、自らの死後に息子トーマースではなく娘タマルを後継者とすることを決めた。1296年にニケフォロスが死去した際、フィリッポは「ルーマニア専制公」を名乗り、エピロス、アイトーリア、アカルナニア、大ヴラキアの継承権を主張した。しかし、ニケフォロスの寡婦アンナ・カンタクゼーネーはトーマースをエピロス専制公と公表し、自らは摂政となった。

## シチリア晩祷戦争
シチリア総督として、フィリッポはシチリア晩祷戦争後期にシチリア島の侵略に参加した。フィリッポの軍は1299年、フラコナラの戦いでフェデリーコ2世に敗北し、1302年にカルタベッロッタの和平が結ばれるまで虜囚の身となった。

## バルカンの継承
1306年、アカイア女公イザベル・ド・ヴィルアルドゥアンとその夫フィリッポ1世・ディ・サヴォイアはナポリのカルロの宮廷を訪れた。フィリッポ・ディ・サヴォイアはその背信とカルロがエピロスの継承を請求していた時にカルロを支持しなかったことを糾弾された。また、イザベルはフィリッポとの結婚の許可を宗主から得ていなかったため、1306年5月5日にカルロは二人からアカイア公位を剥奪し、公位を息子フィリッポに与えた。フィリッポはその後家臣からの礼を受けるために短期間アカイアを訪れ、エピロスに対し進軍したが成功しなかった。フィリッポはアテネ公ギー2世をアカイアのバイイとして残した。一方、イザベルとその夫フィリッポ・ディ・サヴォイアは、1307年5月11日、アルバ伯領と引き換えにアカイアに対する請求権を放棄した。

## 二度目の結婚

二つ目の紋章。以前の紋章とラテン皇帝の紋章が組み合わされている。

1309年、フィリッポはタマルの密通を糾弾したが、おそらくこれは捏造されたものと見られる。これにより、フィリッポはタマルとの結婚を解消した。ヴァロワ伯シャルルの娘で名目上のラテン女帝であったカトリーヌ・ド・ヴァロワは、ブルゴーニュ公で名目上のテッサロニキ王であったユーグ5世と婚約していたが破談となり、1313年7月29日にフォンテーヌブローでフィリッポと結婚した。代わりに、カトリーヌの母方から相続したクルトネーおよびその他の領地は、ユーグ5世の妹で、カトリーヌの異母兄フィリップ（後にフランス王フィリップ6世）と結婚したジャンヌに譲られた。ユーグ5世は後にブルゴーニュ・アルトワ女伯となるジャンヌと婚約した（ユーグ5世は結婚式を行う前に死去し、ジャンヌは代わりにユーグ5世の弟で後継者のウード4世と結婚した）。フィリッポはアカイア公位をイザベル・ド・ヴィルアルドゥアンの娘マオー・ド・エノーに譲り、マオーは1313年7月29日にユーグ5世の弟ルイ・ド・ブルゴーニュと結婚した。この譲渡は制限があり、もし二人の間に子がいなかった場合、マオーが生きている間はその権利を保持することができるが、公位はブルゴーニュ公家に戻されるというものであった。また、マオーは宗主の許可なしに再婚ができないこととされた。フランスと東方世界の継承を完全に分離するため、ユーグはルイにテッサロニキ王の権利を譲り、代わりにルイは両親からの相続の権利を放棄した。フィリッポの長子カルロはマオー・ド・エノーと婚約していたが破談となったため、カトリーヌ・ド・ヴァロワの妹ジャンヌと婚約した。フィリッポはカルロにルーマニア専制公位とそれに付随する権利を譲った。

## 教皇派と皇帝派の争い
1315年、兄ロベルト1世の命により、フィリッポはウグッチオーネ・デッラ・ファッジュオラの脅威にさらされたフィレンツェの援軍に向かった。フィレンツェ＝ナポリ連合軍は1315年8月29日にモンテカティーニの戦いで敗北を喫し、フィリッポの弟ピエトロと長子カルロが戦死した。

## アカイア政策
1316年にルイ・ド・ブルゴーニュが嗣子なく死去し、アンジュー家のアカイア政策が予期せぬ方向に向かった。マオーは、ロベルト1世により、フィリッポの弟ジョヴァンニと結婚することとなった。マオーは拒否したが、誘拐されナポリに連れてこられた。長い脅迫と説得の末、1318年にマオーは結婚の承諾を強制され、フェデリコ・トロギシオが新しいバイイとしてアカイアに派遣された。1320年ブルゴーニュ公ウード4世は、長い抵抗の末、アカイアとテッサロニキの権利をクレルモン伯ルイ1世（後のブルボン公）に40,000リーブルで売却することを承諾した。しかし、フィリッポはフランス王フィリップ5世から資金提供を受け、1321年に同額でアカイアの権利のみ購入した。一方、マオーはアヴィニョンの教皇のもとに連れてこられ、そこで密かにブルゴーニュ貴族ユーグ・ド・ラ・パリスと結婚していたことを明らかにした。マオーとジョヴァンニとの結婚は解消されたが、秘密裏の結婚は、アンジュー家がアカイアを没収する口実を与えることとなった。当然ながら、アカイアはブルゴーニュ公に支払われた40,000リーブルと引き換えに、直接ジョヴァンニに与えられた。マオーはその後、ナポリで虜囚のまま生涯を送った。
フィリッポはラテン帝国を取り戻す事を目論み、1318年には甥のハンガリー王カーロイ1世と同盟したが、果たすことはできなかった。1330年、最初の妻との間の最後の男子フィリッポが死去し、ルーマニア専制公の地位が自身に戻された。2年後、フィリッポの死によりその権利の全ては二度目の妻との間の長男ロベルトに継承された。

## 子女
1294年、エピロス専制公ニケフォロス1世の娘タマル・アンゲリナ・コムネナと結婚したが、1309年離婚した。
- カルロ（1296年 - 1315年） - ルーマニア総督、モンテカティーニの戦いで戦死。
- ジョヴァンナ（1297年  - 1317年） - アルメニア王オシンと結婚、のち、オシン・コリコスと結婚。
- フィリッポ（1300年 - 1330年） - ルーマニア専制公
- マリア（1301/4年 - 1368年） - コンヴェルサーノ女子修道院長
- ベアトリーチェ（1305年 - 1340年） - アテネ公ゴーティエ6世と結婚
- ビアンカ（1309年 - 1337年） - アンプリアス伯レモン・ベレンゲール（アラゴン王ハイメ2世王子）と結婚

1313年、ヴァロワ伯シャルルの娘カトリーヌと結婚した。
- ロベルト（1319年 - 1364年） - ターラント公、名目上のラテン皇帝（ロベール2世）
- ルイージ（1320年 - 1362年） - ターラント公、ナポリ女王ジョヴァンナ1世と結婚しナポリ王となる。
- マルゲリータ（1325年頃 - 1380年） - アンドリア公フランチェスコ1世・デル・バルツォと結婚、ターラント公およびアカイア公、名目上のラテン皇帝ジャック・デ・ボーの母[8]。
- フィリッポ2世（1329年 - 1374年） - ターラント公、アカイア公、名目上のラテン皇帝（フィリップ3世）